# Rivière aux Lacs
 (août 2018).
La rivière aux Lacs est un affluent de la rivière Adam (rivière Laval), coulant dans le territoire non organisé du Lac-au-Brochet et dans la municipalité de Colombier, dans la municipalité régionale de comté de la Haute-Côte-Nord, dans la région administrative de la Côte-Nord, au Québec, au Canada. Le cours de la rivière coule entièrement dans le Zec de Forestville.
La partie inférieure du bassin versant de la rivière aux Lacs est longée par la route 385 laquelle relie le village de Labrieville à la route 138. Une route forestière dessert un ensemble de lacs dont le Lac Croche et le lac Marianne. D’autres routes forestières ont été aménagées dans la région, surtout pour les besoins de la foresterie,,.
La foresterie constitue la principale activité économique du secteur ; les activités récréotouristiques, en second.
La surface de la rivière aux Lacs est habituellement gelée de la fin novembre au début avril, toutefois la circulation sécuritaire sur la glace se fait généralement de la mi-décembre à la fin mars.

## Géographie
À partir du lac Marianne, la rivière aux Lacs coule sur 11,4 km, entièrement en zone forestière, dans la Zec de Forestville, selon les segments suivants:
- 3,9 km vers l’Est en traversant le lac Carpentier, le lac Hélico, le lac Baun, le lac Bobby et le début du lac à la Neige, jusqu’à la limite Nord-Ouest de la municipalité de Colombier;
- 2,3 km vers le Sud dans la municipalité de Colombier en traversant le Lac à la Neige (longueur: 2,1 km; altitude: 136 m, puis empruntant sa décharge sur 0,8 km vers l’Est jusqu’à la décharge (venant du Sud) d’un ensemble de lacs;
- 3,2 km vers le Nord en traversant le lac Désolé, jusqu’à la limite Nord-Ouest de la municipalité de Colombier;
- 2,0 km vers le Nord en longeant la route 385, jusqu’à la confluence de la rivière[2].

La rivière aux Lacs se déverse dans un coude de rivière sur la rive Ouest de la rivière Laval à 1,4 km en amont de la limite Nord-Ouest de la municipalité de Colombier.
L'embouchure naturelle de la rivière aux Lacs est située à:
- 13,9 km au Nord-Ouest d’une petite baie de la rive Nord-Ouest du fleuve Saint-Laurent;
- 19,6 km au Nord-Ouest du centre-ville de Forestville;
- 19,8 km à l’Est de l'embouchure du lac de tête (lac Adam);
- 28,7 km au Sud-Ouest de l'embouchure de la rivière Betsiamites;
- 73,8 km au Sud-Est du centre-ville de Baie-Comeau[2],[6]

## Toponymie
Le toponyme de rivière aux Lacs a été officialisé le 5 décembre 1968 à la Banque des noms de lieux de la Commission de toponymie du Québec, soit à la création de cette commission.